# 碘酸铯
碘酸铯是一种无机化合物，化学式为CsIO3。它可由碳酸铯和碘酸反应制得，其晶体可在220 °C水热条件下获得。它和氢氟酸进行水热反应，可以得到CsIO2F2。
它具有钙钛矿结构，空间群为Pm，I-O键长为1.813 Å。它在约530 °C分解为碘化铯。